# Isola di Moyenne
L'Isola di Moyenne (Moyenne Island in inglese) è una piccola isola (meno di  10 ettari di superficie) facente parte del Sainte Anne Marine National Park, e situata a circa 4.5 km al largo della costa settentrionale di Mahé, nell'arcipelago delle isole Seychelles. Dagli anni '70 del XX secolo è una riserva naturale per la conservazione della propria flora e fauna.
Nel 1915 l'isola fu abbandonata dagli ultimi occupanti, e restò inabitata fino al suo acquisto da parte di Mr. Brendon Grimshaw, editore di un giornale di Dewsbury nello Yorkshire, in Inghilterra, per £ 8.000 (circa 10.000 dollari dell'epoca).
In seguito all'acquisto Grimshaw si trasferì sull'isola, di cui fu l'unico abitante fino alla sua morte avvenuta nel luglio 2012.
L'isola è attualmente un parco nazionale e può essere visitata esclusivamente nell'ambito di gite organizzate.

## Storia

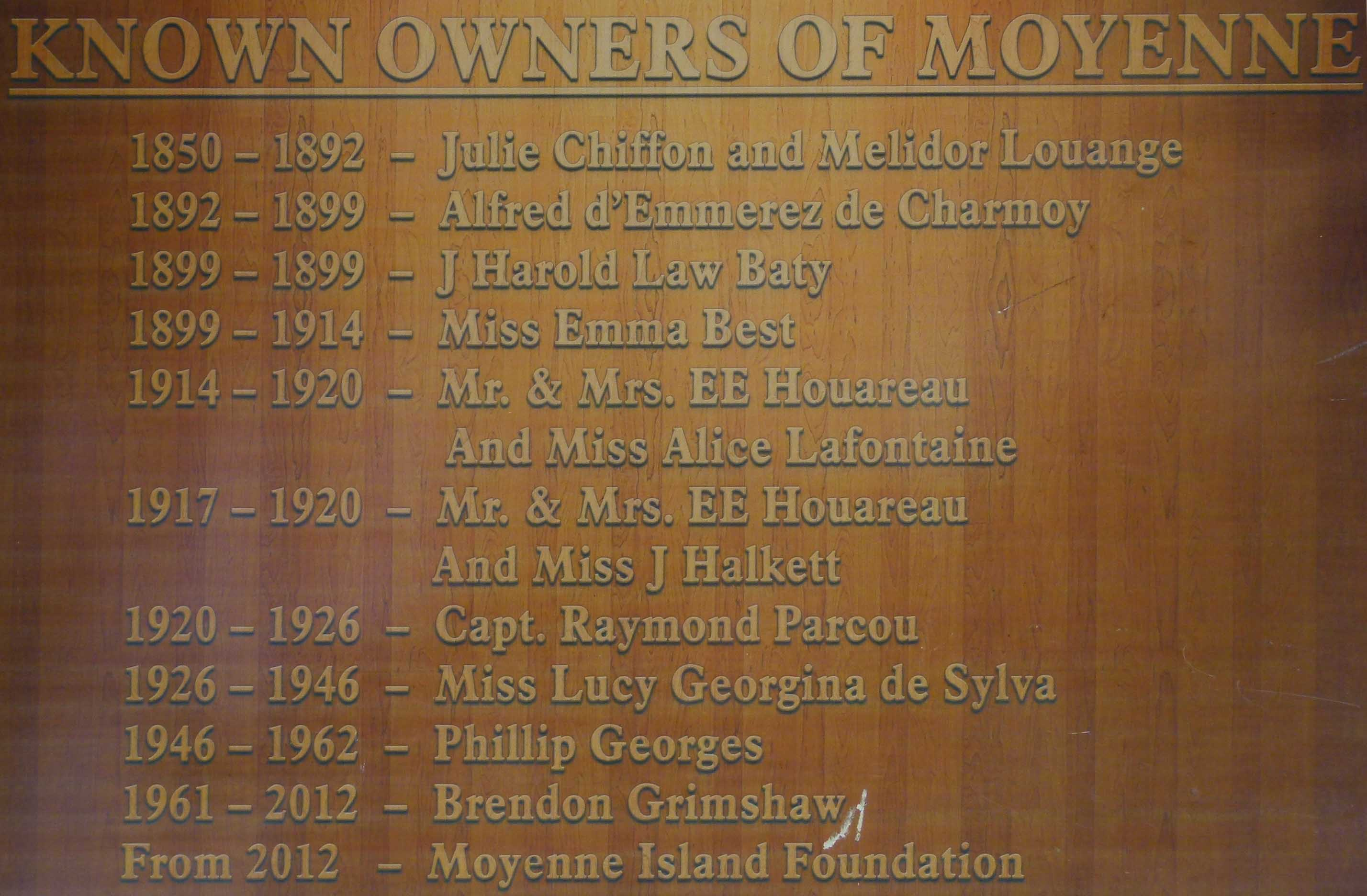
Pannello informativo presente sull'isola e recante le generalità di tutti i proprietari di Moyenne

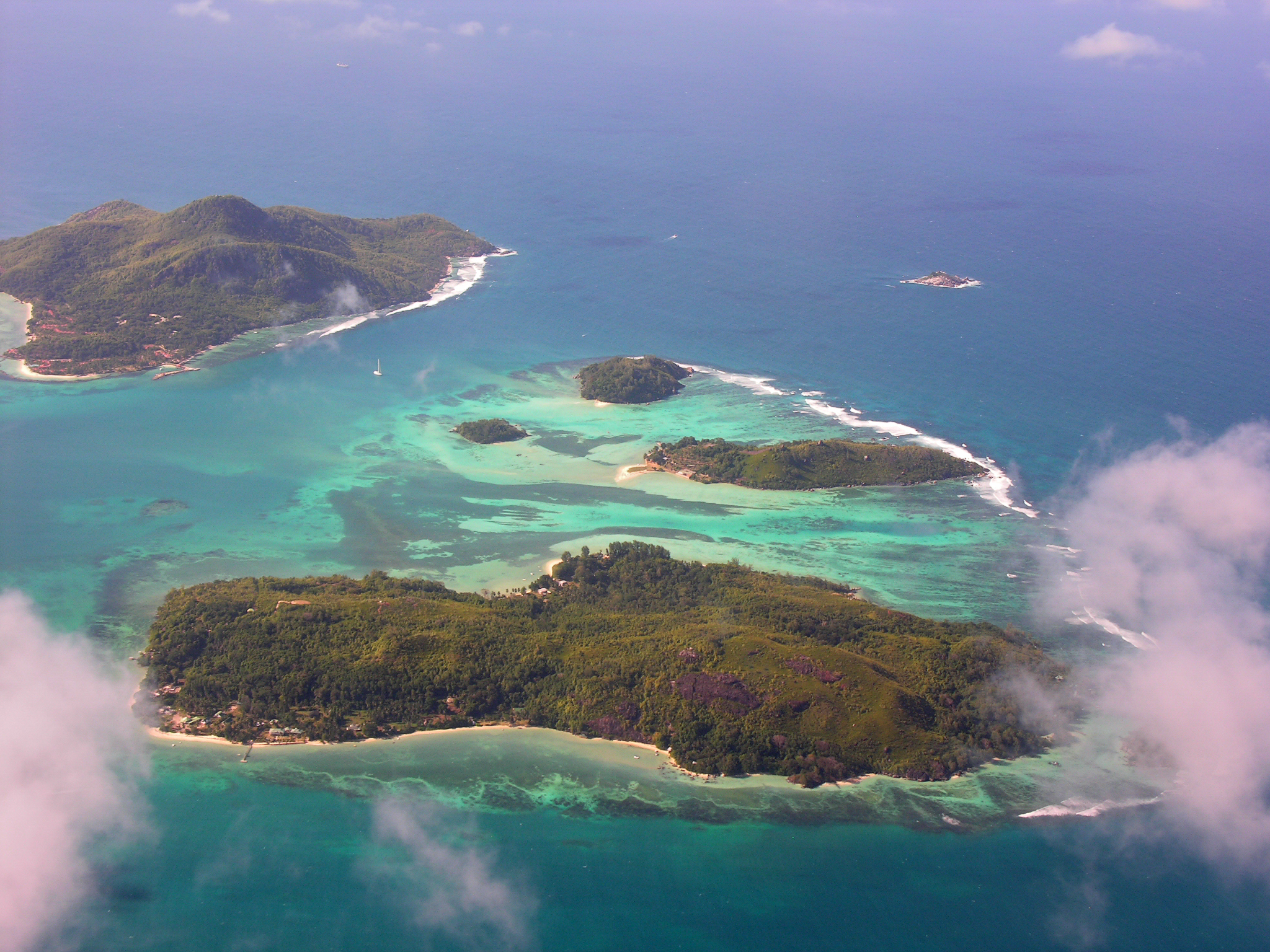

Il nome dell'isola deriva dal francese moyenne, "medio". Si trattava presumibilmente di un approdo sfruttato dai pirati nel XVIII e XIX secolo, e in effetti vi si trovano due anonime sepolture, denominate appunto "tombe dei pirati" (Pirate graves).
Dal 1946 al 1962 l'isola fu di proprietà del defunto Philippe Georges. Lui e la moglie, Vera Georges, avevano vissuto sull'isola solamente per i primi anni dopo l'acquisto, per poi abbandonarla e trasferirsi definitivamente nella più popolosa isola di Mahé, dove vissero nella tenuta conosciuta come Fairview. Un punto d'osservazione e una spiaggia dell'isola sono tuttora intitolati a Vera Georges.
In seguito la coppia cedette l'isola a Brendon Grimshaw, conosciuto durante una cena, il quale ne divenne il proprietario nel 1962 per la cifra di 8.000 sterline.
Grimshawe, assistito da un abitante del luogo di nome René Antoine Lafortune, piantò sedicimila alberi, spianò 4,8 km di percorsi naturalistici e importò diversi esemplari di tartarughe giganti di Aldabra, con l'intenzione di creare un'isola di straordinaria bellezza.
Attualmente, oltre a un'ampia varietà di piante e uccelli, l'isola ospita più di cento tartarughe giganti. Nel 2012, secondo Grimshaw, l'esemplare più anziano aveva settantasei anni, e si chiamava Desmond, come il suo figlioccio.
Nel 1996 Grimshaw scrisse un'opera su se stesso e sulla sua isola, intitolato A Grain of Sand, dalla quale nel 2009 venne prodotto un film documentario con lo stesso titolo.
In seguito a un proposito portato avanti tenacemente per due decenni, Grimshaw e il suo assistente Lafortune riuscirono nell'intento di far conferire all'isola di Moyenne lo statuto di parco nazionale a sé stante, separato dal circostante Sainte Anne Marine National Park. Di conseguenza, l'isola è ora conosciuta con la denominazione ufficiale di Moyenne Island National Park.
Lafortune morì nel 2007 e Grimshaw morì nel luglio del 2012 a Victoria, capitale delle Seychelles situata sull'isola di Mahé.
Dal 2013, dopo che l'isola ha ricevuto il proprio status di parco nazionale, è presente una guardiola sorvegliata da un addetto, per riscuotere il biglietto d'ingresso dai turisti.

## Amministrazione
L'isola appartiene al distretto di Mont Fleuri.

## Turismo
Oggi l'indotto principale dell'isola è costituito dal turismo: l'Isola di Moyenne è nota per le sue spiagge, in particolare la spiaggia nota col nome di Anse Creole Travel Services (precedentemente nota come Anse Jolly Roger). Il ristorante sulla spiaggia, dietro al quale è ubicata la casa del guardiano, è una tipica meta per turisti. L'isola è anche visitata per la grande varietà di creature sottomarine che popolano le sue acque, fra cui squali e razze.

## Galleria d'immagini

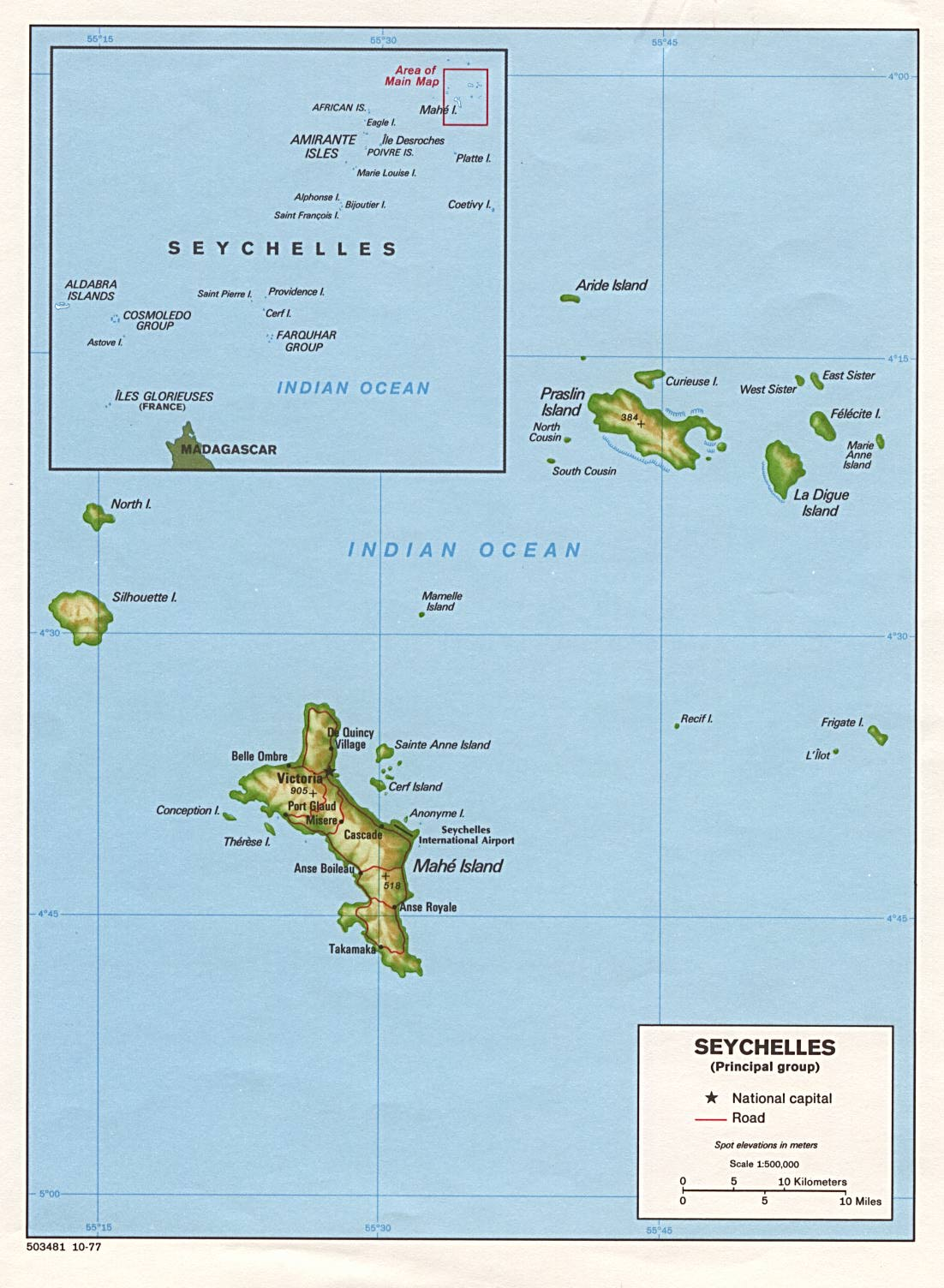
Mappa
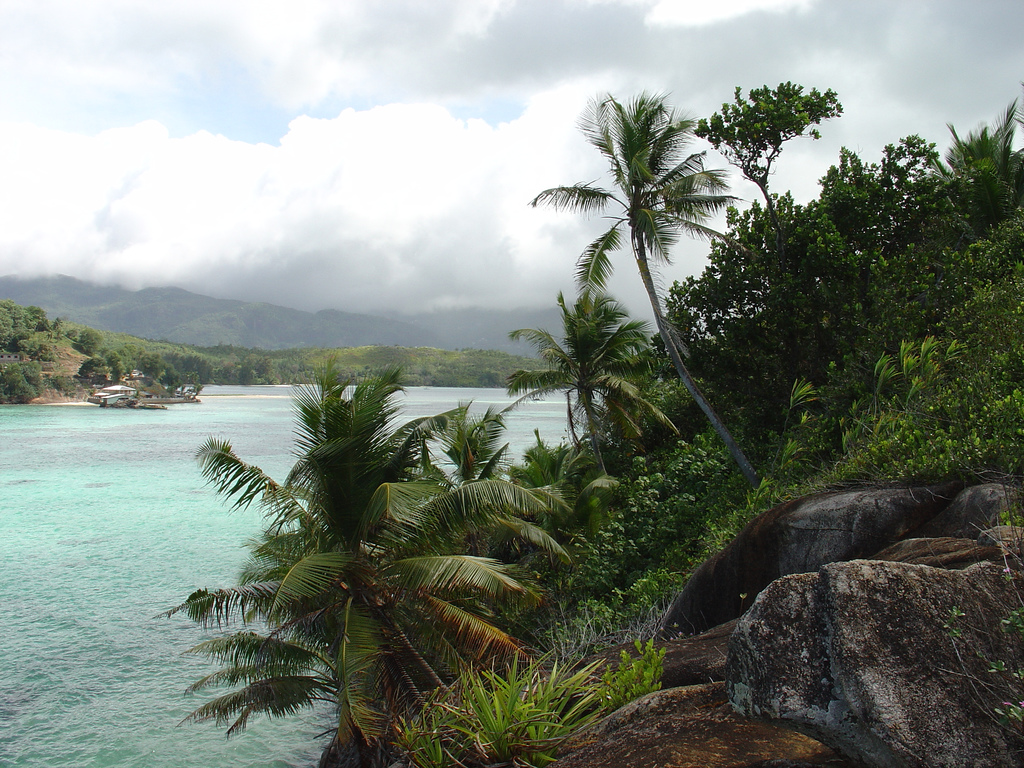
Isola di Moyenne
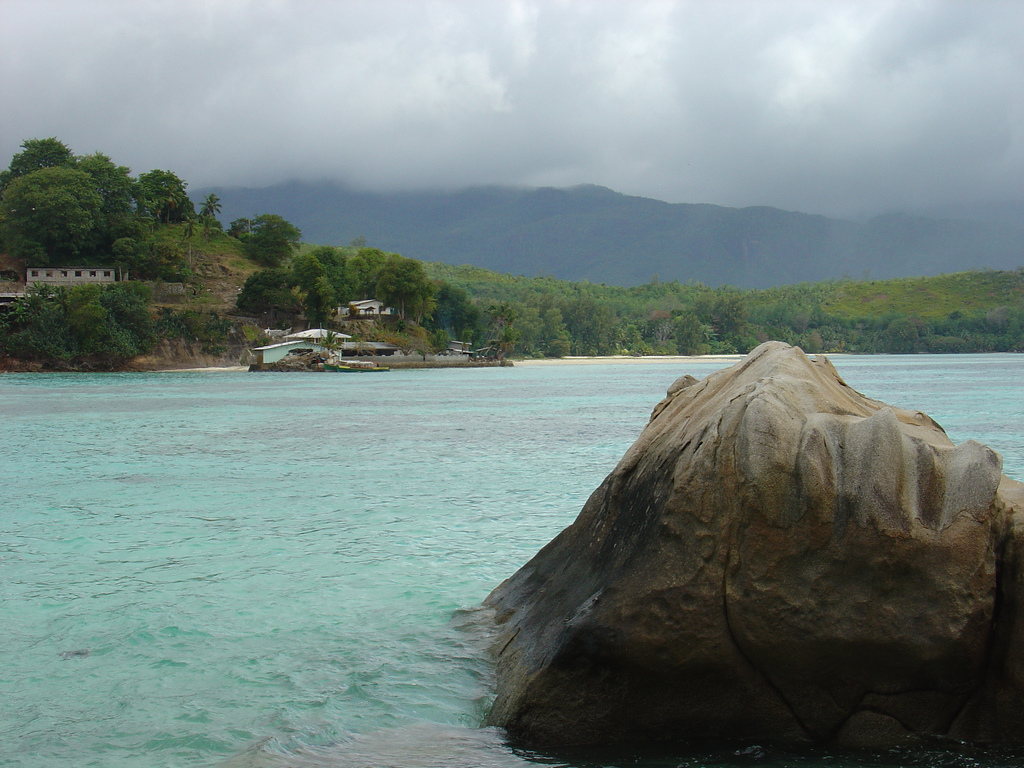
Vista dell'isola di Mahé